# Disterigma cuspidatum
Disterigma cuspidatum är en ljungväxtart som först beskrevs av Jules Émile Planchon och Hugh Algernon Weddell, och fick sitt nu gällande namn av Franz Josef Niedenzu. Disterigma cuspidatum ingår i släktet Disterigma och familjen ljungväxter. Inga underarter finns listade i Catalogue of Life.